# Cirsium fontinale
Cirsium fontinale Es una especie de planta fanerógama perteneciente a la familia Asteraceae, es endémica del centro y norte de California en alturas que no exceden los 750 m s. n. m.

## Descripción
Es una planta herbácea perenne con tallos erectos y hojas con los márgenes fuertemente ondulados. Alcanza los 2.2 metros de altura pero también los hay de 0.5 metros. Pueden tener uno o más tallos. Tienen corta vida muriendo después de florecer. Las hojas más bajas son pecioladas, espinosas, lobadas y dentadas. Las inflorescencias agrupadas en panículas en lo más alto de las hojas con el involucro de forma esférica o acampanada de color verde o púrpura y las flores muy numerosas de color blanco, rosa o lavanda.

## Taxonomía
Cirsium fontinale fue descrita por Greene Jeps. y publicado en A Flora of Western Middle California 505. 1901.
Etimología
Cirsium: nombre genérico que deriva de la palabra griega: kirsos = varices ;  de esta raíz deriva el nombre kirsion, una palabra que parece servir para identificar una planta que se utiliza para el tratamiento de este tipo de enfermedad. De kirsion, en los tiempos modernos, el botánico francés Tournefort (1656 - 708) ha derivado el nombre Cirsium del género.
fontinale: epíteto latino que significa "de manantiales".
Subespecies
Hay tres subespecies:
- Cirsium fontinale (E. Greene) Jepson var. fontinale
- Cirsium fontinale (E. Greene) Jepson var. campylon
- Cirsium fontinale (E. Greene) Jepson var. obispoense

Sinonimia
- Carduus fontinalis (Greene) Greene
- Cnicus fontinalis Greene[4]